# Коросаль
Короса́ль (англ. Corozal Town) — город в северной части Белиза; административный центр одноимённого округа.

## География
Расположен примерно в 17 км к югу от границы с Мексикой и в 135 км к северу от города Белиз.

## История
Город был основан в 1849 году беженцами из Мексики, бежавшими из-за шедшей там Юкатанской войны каст. Тем не менее майяское присутствие в районе Коросаля отмечается за долго до этой даты. Город сильно пострадал от циклона «Жанет» в 1955 году и был практически отстроен заново.

## Население
Население по данным переписи 2010 года составляет 9901 человек; данные прошлой переписи 2000 года сообщают о населении 7888 человек.

## Известные уроженцы
Шейн Орио — белизский футболист

## Галерея

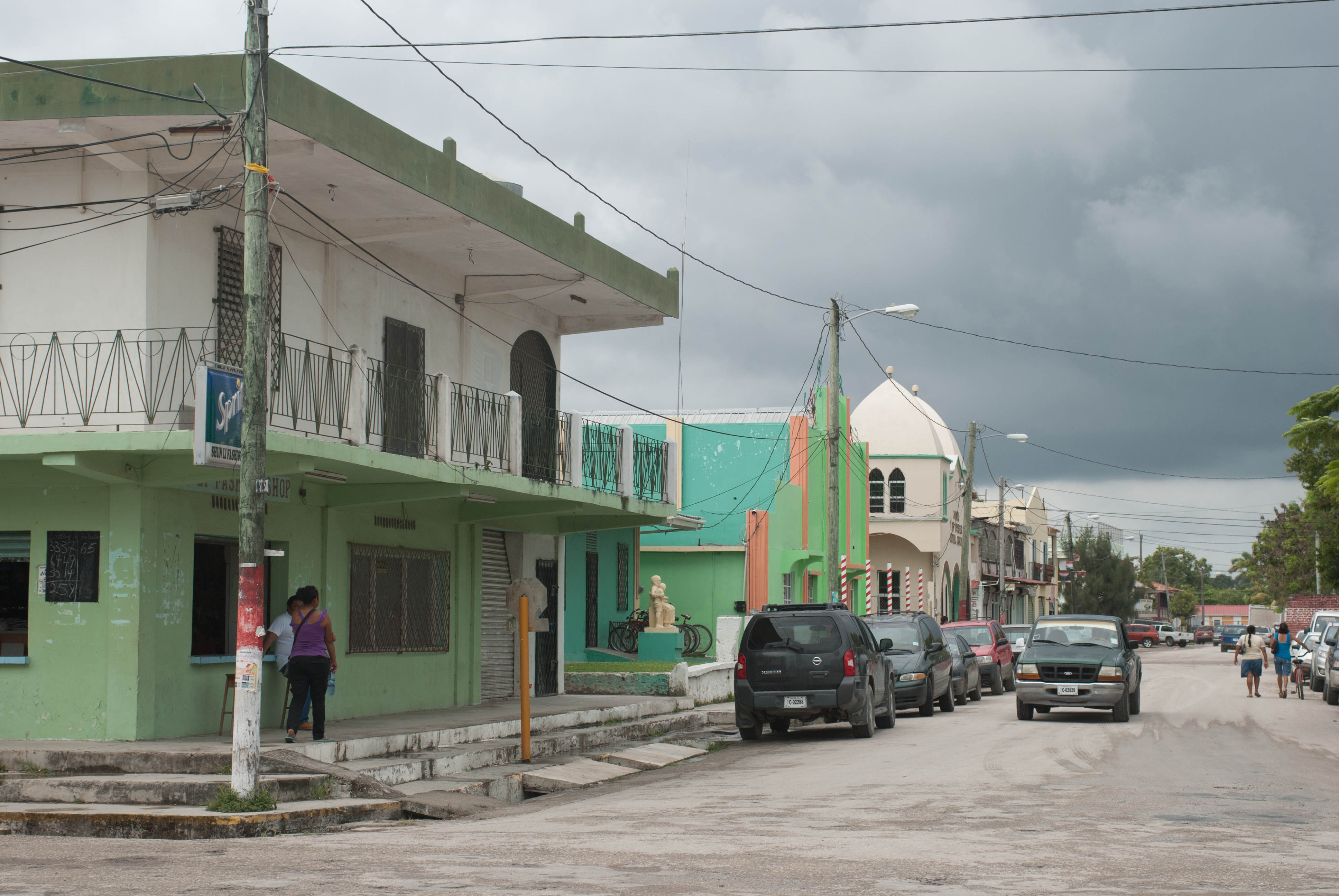
Одна из улиц города
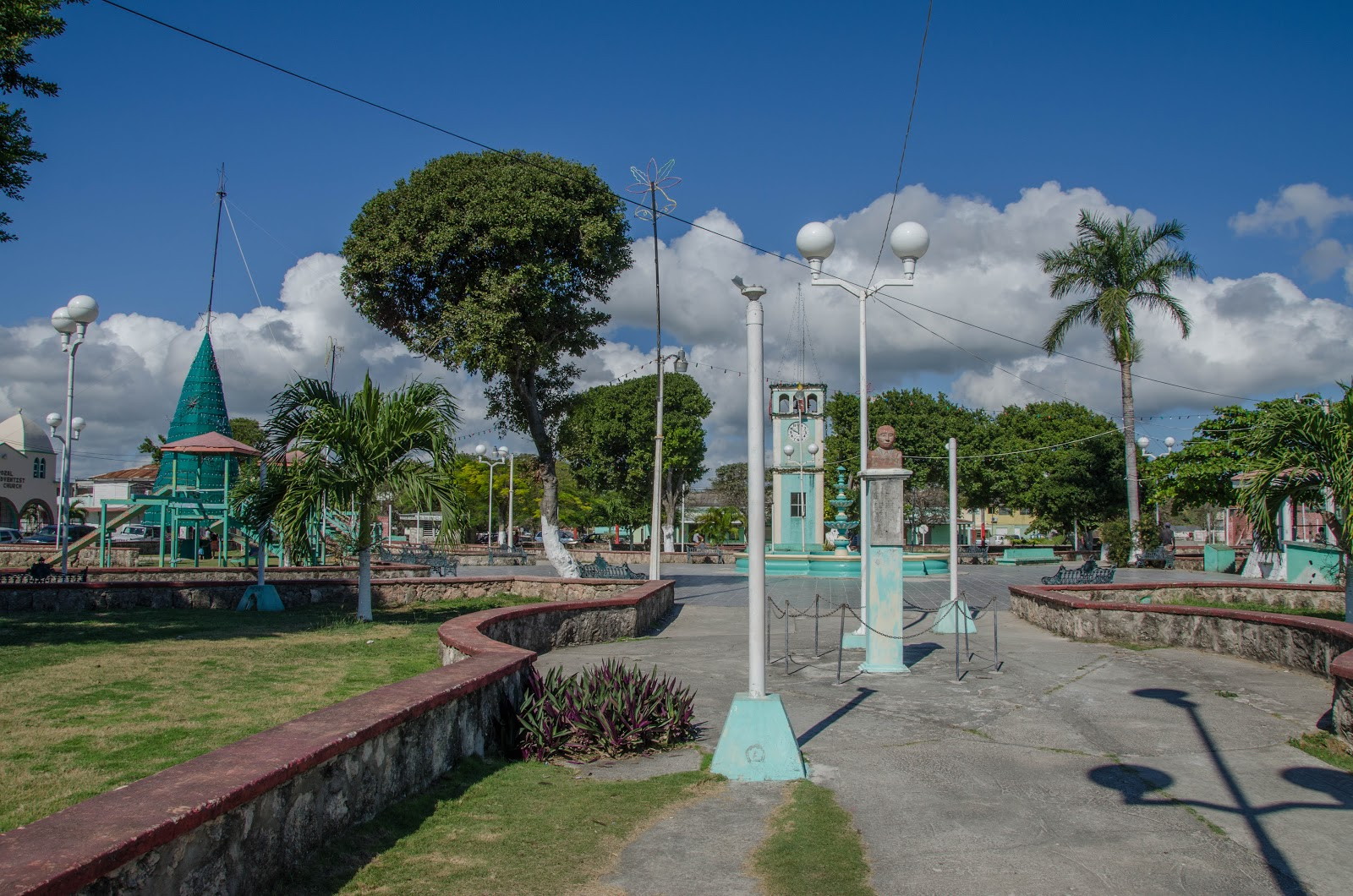
Городской парк
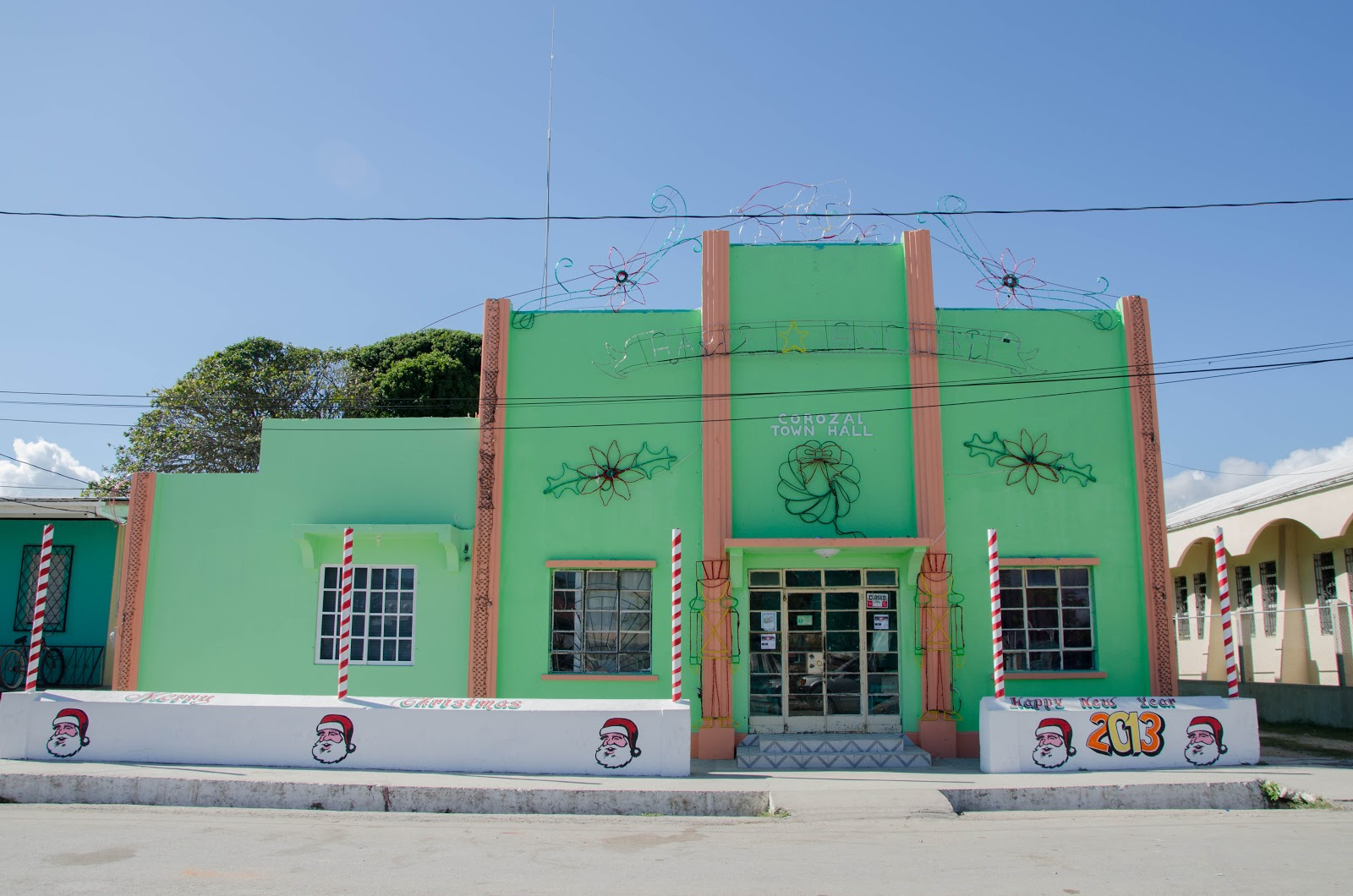
Городская администрация